# Cartigny
Cartigny je obec na jihozápadě Švýcarska, v kantonu Ženeva. Žije zde 974 obyvatel.

## Geografie
Obec se nachází v centru švýcarského údolí Champagne, na vyvýšené plošině na levém břehu řeky Rhôny. Skládá se z hlavní obce Cartigny a vesnice La Petite Grave. Sousedními obcemi jsou Russin, Aire-la-Ville, Bernex, Laconnex a Avully.

## Historie

Letecký pohled (1945)

Ve středověku patřilo Cartigny ženevským hrabatům, kteří postupně postoupili svá práva převorství Saint-Victor jako záruku finančních výhod. Převorství vlastnilo hrad známý jako Le Châtelard, který je zmiňován již v roce 1351, severně od Cartigny v místě zvaném Les Roches nad řekou Rhônou. Sloužil jako rezidence a vězení pro kastelána a jako vedlejší sídlo pro převory. V roce 1528 byl dobyt vojsky savojského vévody Karla III., který byl ve sporu s převorem Françoisem Bonivardem. Po osvobození Ženevy bernskými vojsky v roce 1536 se úřady v Cartigny uznaly za poddané Ženevy. Podle rozhodnutí ženevského sněmu z 5. dubna 1536 museli obyvatelé Cartigny přestoupit na reformovanou víru. Od té doby sdílelo Cartigny až do roku 1754 osud ostatních panství Saint-Victor. Ústavou z roku 1794 se Cartigny stalo okresem arrondissementu Ženeva jih; od francouzského zákona ze 17. února 1800 je Cartigny obcí. Církevně tvořilo Cartigny farnost s Chancy a Valleiry, od roku 1598 s Avully a Onex a od roku 1716 pouze s Avully. Od roku 1838 je každá z těchto obcí samostatnou farností. Kostel, původně zasvěcený svatému Jiří a poprvé doložený v roce 1412, byl v roce 1772 kompletně přestavěn. Od 17. století získaly v bezprostřední blízkosti obce statky rodiny Bordier a Duval ze Ženevy. V roce 1757 nechal Charles Pictet, otec Charlese Picteta-de Rochemont, postavit venkovské sídlo zvané Château. Mlýn (Moulin de Vert) ve starém meandru řeky Rhôny od roku 1939 již neexistuje, v roce 1970 zde byla zřízena přírodní rezervace. V obci jsou stále živé staré lidové slavnosti. První květnovou neděli se slaví Feuillu, kterému předchází starobylý zvyk čištění kašny, spojený s pohanským kultem vody.

## Obyvatelstvo
| Rok            | 1850 | 1900 | 1930 | 1950 | 2000 | 2007 | 2010 | 2012 | 2014 | 2015 | 2016 | 2017 |
| Počet obyvatel | 497  | 385  | 325  | 398  | 748  | 748  | 851  | 867  | 870  | 865  | 894  | 904  |

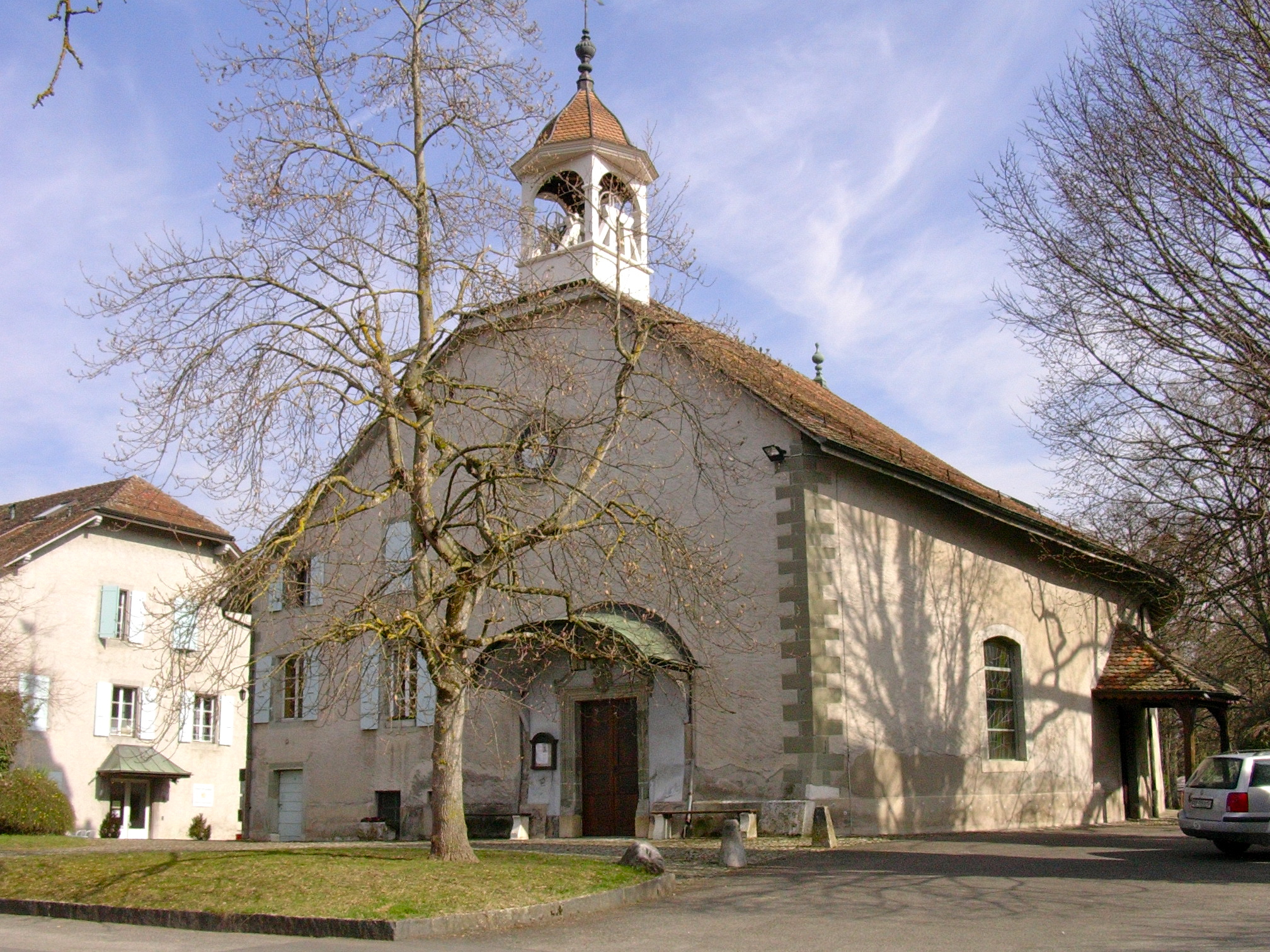
Kaple

Většina obyvatel (k roku 2000) hovoří francouzsky (632, tj. 84,5 %), druhým nejčastějším jazykem je angličtina (51, tj. 6,8 %) a třetím němčina (23, tj. 3,1 %).

## Doprava
Cartigny je napojeno na síť veřejné dopravy pouze autobusovými linkami. Železnice územím obce neprochází, nejbližší železniční stanice La Plaine se nachází na trati Ženeva–Lyon a je obsluhována regionálními vlaky.